# Колочне 1-е
Коло́чне 1-е (рос. Колочное 1-е) — село у складі Читинського району Забайкальського краю, Росія. Входить до складу Колочнинського сільського поселення.

## Населення
Населення — 43 особи (2010; 55 у 2002).
Національний склад (станом на 2002 рік):
- буряти — 74 %